# Kōki Ōshima
Kōki Ōshima (japanisch 大島 康樹 Ōshima Kōki; * 30. Mai 1996 in der Präfektur Saitama) ist ein japanischer Fußballspieler.

## Karriere
Ōshima erlernte das Fußballspielen in der Jugendmannschaft vom FC Habilista und Kashiwa Reysol. Hier unterschrieb er 2014 auch seinen ersten Profivertrag. Der Verein spielte in der höchsten japanischen Liga, der J1 League. 2014 gewann er mit Kashiwa die Copa Suruga Bank. Für den Verein absolvierte er drei Erstligaspiele. Im August 2016 wurde er an den Drittligisten Kataller Toyama ausgeliehen. Für den Verein aus Toyama absolvierte er fünf Drittligaspiele. 2017 kehrte er zu Reysol zurück. 2018 unterschrieb er in Utsunomiya einen Vertrag beim Drittligisten Tochigi SC. 2018 wechselte er auf Leihbasis zum Zweitligisten Thespakusatsu Gunma. Für den Verein aus Kusatsu stand er 29-mal in der zweiten Liga auf dem Spielfeld. Im Januar 2019 kehrte er zu Tochigi zurück. Am Ende der Saison 2024 belegte er mit Tochigi den 18. Tabellenplatz und musste somit in die dritte Liga absteigen. Nach dem Abstieg verließ er den Verein und schloss sich im Januar 2025 dem Zweitligisten Ventforet Kofu an.

## Erfolge
Kashiwa Reysol
- Copa Suruga Bank: 2014